# 石井富之助
石井 富之助（いしい とみのすけ、1835年6月30日（天保6年7月25日） - 1897年（明治30年）10月25日）は、幕末の肥前国の武士。佐賀藩士。明治時代の軍務官僚。諱は「藹吉」（しげよし）。

## 生涯
佐賀藩士石井伝右衛門英勝の子として生まれた。生家は佐賀藩祖鍋島直茂の信任が厚く、「鍋島三生」の一人に数えられた名臣石井生札義元の末裔。初代藩主鍋島勝茂が生まれた家という由緒を持つ。
富之助は、藩内でも幼少より秀才として知られ、国学から蘭学まで通じていた。長じて藩営三重津海軍所に入所した。
1868年（明治元年）、戊辰戦争の勃発により、新政府の徴士となり、軍務局判事試補に抜擢される。
箱館戦争では海軍参謀補助（副参謀）に任命されて活躍。そのとき、旧幕軍の動向を知らせに来た陸軍参謀の黒田清隆の助言を軽視したため、陣中で黒田と激しく口論した逸話が残る。
戦後、武功により明治天皇から恩賜の短刀と永世禄130石を拝領した。
明治政府では、正七位兵部権少丞に任ぜられ、長州藩出身の大村益次郎や山縣有朋の下で近代軍制の確立に貢献。その後、海軍大丞、兵部少丞を歴任し、正六位に叙せられるが、1876年（明治9年）病気により辞任し、東京の麻布に隠遁した。1897年（明治30年）10月25日に死去。享年62。
墓所は東京都港区元麻布の佐賀藩ゆかりの賢崇寺。分骨は先祖代々の菩提寺である佐賀県佐賀市高木瀬東の本通寺に納められた。
賢崇寺にある富之助の墓石の背面には「直良沈毅」、すなわち実直で良識があり冷静沈着な人物であったと記されている。
なお、幕末の佐賀藩の学者武富文之助定保（い南）は、伯母婿にあたる。

## 登場作品
テレビドラマ
- 『五稜郭』（日本テレビ年末時代劇スペシャル、1988年、演：井上博一）